# Gonatocerus ella
Gonatocerus ella är en stekelart som beskrevs av Girault 1931. Gonatocerus ella ingår i släktet Gonatocerus och familjen dvärgsteklar. Inga underarter finns listade i Catalogue of Life.